# Yesman
Yesman, pl. yesmeni, (din engleză yes = da + man = om) este apelativul pentru o persoană oportunistă și slugarnică, care spune totdeauna "da", aprobând fără discernământ părerile celor din jur.
Prin extensie, termenul desemnează un adept necondiționat al cuiva, foarte obedient și lingușitor.
Termenul yesman este folosit de obicei pentru un angajat care este de acord cu entuziasm, cu fiecare declarație a angajatorului său, indiferent de convingerile sale proprii.
Cuvântul a devenit larg cunoscut în România datorită aserțiunii lui Silviu Brucan că președintele postrevoluționar Ion Iliescu s-a înconjurat de „yesmeni și sicofanți”.